# Gyula Csortos
Gyula Csortos (numele complet: Csortos Gyula József, n. 8 martie 1883, Budapesta, Austro-Ungaria – d. 1 august 1945, Budapesta, Regatul Ungariei) a fost un actor maghiar de teatru și film.

## Biografie

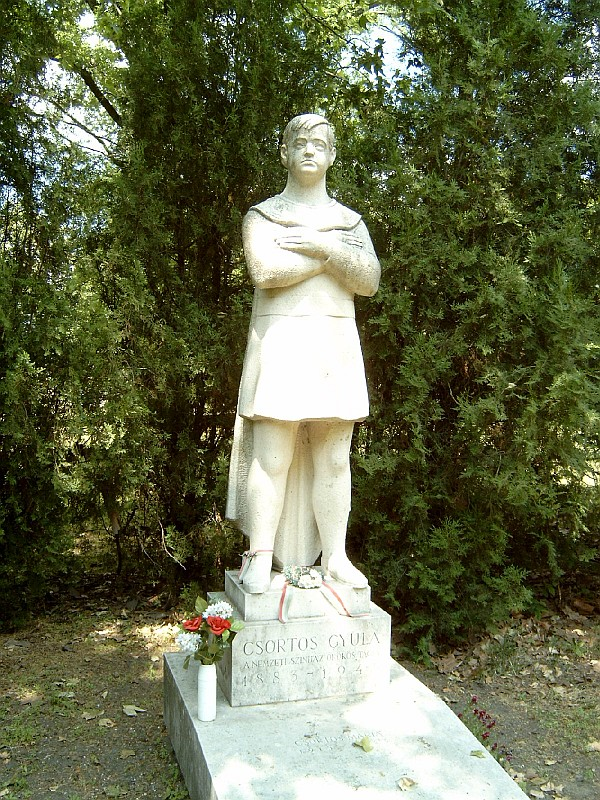
Mormântul lui Gyula Csortos din cimitirul Kerepesi din Budapesta. Monument realizat de Sándor Mikus.

Era fiul sergentului Gyula Csortos și al Etelkăi Misitz. După o copilărie grea și absolvirea studiilor liceale a urmat cursurile Academiei de Teatru din Budapesta, în ciuda opoziției părinților. Jocul său de debut în spectacolul Gyurkovics-lányok a fost remarcat de cronicarul teatral al ziarului Pesti Hirlap care a scris la 12 octombrie 1903 că Csortos era „un actor elegant și inteligent”.
Și-a început cariera la Teatrul Csokonai din Debrețin (1904-1905), apoi a jucat la Szeged (1905-1907). În 1907 s-a mutat la Teatrul Népszínház. În 1908 a fost angajat la Teatrul Maghiar condus de László Beöthy, iar apoi, după o interpretare ce a produs scandal, s-a transferat la Teatrul de Comedie, unde a jucat în perioada 1910-1912. Aici a devenit un actor foarte bun, parțial datorită lui Ferenc Molnár, care a scris roluri excelente pentru el. A fost apoi membru al Teatrului Maghiar până în 1914. În acel an câștiga peste 24.000 de coroane pe lună, o sumă egală cu salariul primului ministru al Ungariei. Partenera sa din acea vreme a fost actrița Giza Mészáros.
La 1 iulie 1914 s-a căsătorit la Budapesta cu Friderika Bamberger, fiica lui Albert Bamberger și a Irmei Grünbaum. Cei doi soți au divorțat în 1922. În această perioadă a făcut parte din trupa Teatrului de Comedie (1914-1922), apoi a jucat la Teatrul Renaissance (1922-1923), la Teatrul Belváros (1923) și la Teatrul Maghiar (1924-1927).
La 1 martie 1926 s-a căsătorit la Terézváros cu romano-catolica Manci Vígh, fiica lui János Vursner și a Máriei Deutsch. În 1927, el a fost angajat la Teatrul Național, unde a jucat până în 1933 și din 1935 până la moartea sa.
În 1938 câștiga pe an 25.290 penghei, în condițiile în care salariul lunar minim al unui actor era de 180 de penghei, adică 2.160 de penghei pe an.
Din cauza stilului său de viață autodistructiv, avea nevoie de tratament sanatorial. Din prima sa căsătorie a avut o singură fiică ce a murit de pneumonie în 1943. În timpul Bătăliei de la Budapesta s-a refugiat în pivnițele cunoscuților săi. Era deja grav bolnav spre sfârșitul celui de-al Doilea Război Mondial.
În iulie 1945 a fost dus la spital deoarece avea dureri mari la picioare. Imre Ráday a plecat să aducă fiole de penicilină din străinătate, dar înainte de a ajunge Csortos a murit pe 1 august 1945 în Sanatoriul Fasor.

## Roluri în piese de teatru
- A színész (Molnár Ferenc: A testőr)
- Liliom (Molnár Ferenc)
- László (Lengyel Menyhért: A táncosnő)
- Göndör Sándor (Tóth Ede: A falu rossza)
- Rudi (Szép Ernő: Vőlegény)
- I. Pál cár (Neumann: Oroszország)
- Yank (O’Neill: A szőrös majom)
- Hjalmar (Ibsen: A vadkacsa)
- Vackor (Shakespeare: Visul unei nopți de vară)
- Falstaff (Shakespeare: Nevestele vesele din Windsor)
- Volpone (Jonson)
- Clausen (Hauptmann: Naplemente előtt)
- Lucifer (Madách Imre: Tragedia omului)
- Ezra Mannon (O’Neill: Amerikai Elektra)

## Filmografie

### Filme mute
- Egy csók története (1912)
- A szerencse fia (1916)
- Soha, többé, mindörökké (1916)
- A hadtest parancsnok (1916)
- A dolovai nábob leánya (1916)
- A vörös Sámson (1917)
- A senki fia (1917)
- A kuruzsló (1917)
- Liliom (1919)
- Júlia kisasszony (1919)
- Vörösbegy (1920)
- Júdás fiai (1920)
- Rongyosok (1925)

### Filme sonore
- Hyppolit, a lakáj (1931)
- Ítél a Balaton (1932)
- Rákóczi induló (1933)
- Egy éj Velencében (1933)
- Lila akác (1934)
- Az új földesúr (1935)
- Tommy, a megfagyott gyermek (1936)
- A méltóságos kisasszony (1936)
- Az aranyember (film din 1936) (1936)
- Café Moszkva (1936)
- Légy jó mindhalálig (1936)
- Ember a híd alatt (1936)
- Sárga csikó (1936)
- Én voltam - Vallomás (1936)
- Duna-parti randevú (1936)
- A 111-es (1937)
- Viki (1937)
- Szerelemből nősültem (1937)
- Egy lány elindul (1937)
- Két fogoly (1937)
- Az ember néha téved (1937)
- Maga lesz a férjem (1937)
- Fekete gyémántok (1938)
- Szívet szívért (1938)
- A leányvári boszorkány (1938)
- A pusztai királykisasszony (1938)
- János vitéz (1938)
- Magyar feltámadás (1939)
- Áll a bál (1939)
- Két lány az utcán (1939)
- Az utolsó Vereczkey (1939)
- Bercsényi huszárok (1939)
- Párbaj semmiért (1939)
- Szeressük egymást (1940)
- Sok hűhó Emmyért (1940)
- Pénz beszél (1940)
- Mária két éjszakája (1940)
- Hazafelé (1940)
- Hazajáró lélek (1940)
- Hétszilvafa (1940)
- Csákó és kalap (1940)
- Vissza az úton (1940)
- A szűz és a gödölye (1941)
- A régi nyár (1941)
- Egy tál lencse (1941)
- Bűnös vagyok (1941)
- A beszélő köntös (1941)
- A kegyelmes úr rokona (1941)
- András (1941)
- Havasi napsütés (1941)
- Az ördög nem alszik (1941)
- Egy asszony visszanéz (1941)
- Gentryfészek (1941)
- Alkalom (1942)
- Álomkeringő (1942)
- Szerelmi láz (1942)
- Külvárosi őrszoba (1942)
- Éjfélre kiderül (1942)
- A tökéletes család (1942)
- Őrségváltás (1942)
- Zenélő malom (1943)
- Rákóczi nótája (1943)
- Egy szoknya, egy nadrág (1943)
- Orient Expressz (1943)
- Kerek Ferkó (1943)
- Muki (1943)
- Futótűz (1943)
- Egy pofon,egy csók (1944)